# Rid of Me
Rid of Me è il secondo album in studio di PJ Harvey, all'epoca ancora un trio formato dalla stessa Harvey, Robert Ellis e Steve Vaughan, pubblicato dalla Island Records nel 1993 e prodotto da Steve Albini.

## Accoglienza
Sorprendentemente, "Rid of Me" ha ottenuto un buon riscontro di pubblico, entrando nelle classifiche di vendita britanniche al terzo posto e divenendo rapidamente disco d'argento, mentre al 2005 è stata stimata negli Stati Uniti la vendita di 210 000 copie. Quanto al riscontro di critica, è stato molto ben accolto, con la candidatura nel 1993 al Mercury Music Prize e recensioni entusiastiche da parte di prestigiose riviste musicali quali Melody Maker, The Village Voice e Spin (quest'ultima assegnò al disco un'eccezionale valutazione di 10/10).

## Copertina
In copertina è presente una fotografia in bianco e nero di PJ Harvey a mezzo busto, svestita, mentre scuote i capelli bagnati in aria. La foto, opera dell'amica e fotografa Maria Mochnacz, è stata scattata nel bagno della sua casa di Bristol nel 1993; data la ridotta grandezza della stanza, Mochnacz dovette posizionare la macchina fotografica molto vicina alla parete di fronte alla cantautrice, scattando senza poter vedere attraverso il mirino. Lo scatto fu effettuato al buio, solo con l'illuminazione del flash.
Quando la foto fu mostrata ai discografici della Island Records, le fu proposto di eliminare imperfezioni come le gocce sul muro e il ramo della pianta. La fotografa protestò dicendo: «Si suppone che debba essere così, è parte della fotografia.»

## Tracce
Testi e musiche di Polly Jean Harvey, eccetto dove indicato.
1. Rid of Me – 4:28
2. Missed – 4:25
3. Legs – 3:40
4. Rub 'Til It Bleeds – 5:03
5. Hook – 3:57
6. Man-Size Sextet – 2:18
7. Highway '61 Revisited – 2:57 (Bob Dylan)
8. 50ft Queenie – 2:23
9. Yuri-G – 3:28
10. Man-Size – 3:16
11. Dry – 3:23
12. Me-Jane – 2:42
13. Snake – 1:36
14. Ecstasy – 4:26

Durata totale: 48:02

## Formazione
- Polly Jean Harvey – voce, chitarra, violino, violoncello, organo
- Robert Ellis – batteria, percussioni, voce
- Steve Vaughan – basso

### Collaboratori tecnici
- Steve Albini – produzione artistica
- Polly Jean Harvey, Head e Robert Ellis – produzione artistica di Man-Size Sextet
- Maria Mochnacz – fotografie
- Robert Ellis – arrangiamenti dei cordofoni
- Brendan Ashe – direzione artistica in Man-Size Sextet
- John Loder – mastering

Registrato e missato ai Pachyderm Recording Studio di Cannon Falls, in Minnesota.